# Sel de Mohr
Pour les articles homonymes, voir Mohr.
Le sel de Mohr (ainsi nommé en l'honneur du chimiste allemand Karl Friedrich Mohr), ou alun de fer(II), est un solide ionique hydraté de formule chimique (NH4)2Fe(SO4)2 · 6 H2O. Il est formé des ions fer(II), ammonium et sulfate.
Il existe à l'état naturel, sous le nom de mohrite.
Le sel de Mohr est couramment utilisé à la place du sulfate de fer(II) FeSO4 car ils libèrent tous deux des ions ferreux Fe2+ en solution mais le sel de Mohr est moins facilement oxydé par l'air que FeSO4.